# Джибо Иссака, Хамаду
Хамаду Джибо Иссака (фр. Hamadou Djibo Issaka, род. 3 июля 1977 года в Ниамее) — нигерский гребец, Участник Олимпийских игр.

## Биография
Хамаду Джибо Иссака работал садовником и посещал плавательный бассейн. За три месяца до старта Олимпийских игр в Лондоне он был выбран в качестве участника соревнований по академической гребле, впервые сев за вёсла в Египте, а потом — в тунисской спортивной академии. До старта Игр он тренировался в Бельгии и в итоге получил спецприглашение на соревнования одиночек.
28 июля 2012 года Иссака выступил в предварительном заезде, где стал последним, показав время 8:25,56. Победителю заезда, будущему чемпиону Драйсделу нигерец уступил 1:40, а своему ближайшему соседу Лопесу из Сальвадора чуть более минуты. Выступление Хамаду произвело медиа-фурор, его сравнивали с пловцом Эриком Муссамбани, который выступал на Олимпиаде в Сиднее едва научившись плавать. Иссака получил несколько прозвищ, среди которых «выдра» и «ленивец».
Несмотря на в целом позитивное отношение к участию в Играх нигерца, у него нашлись и противники. Так Стив Редгрейв раскритиковал участие откровенно слабого Иссаки в соревнованиях. На это представители МОК заявили что он участвует в соревнованиях не вместо квалифицировавшихся участников, а по дополнительной квоте.
В утешительном заезде Иссака показал время 8:39,66 и вновь занял последнее место, уступив ближайшему сопернику 1:20. В утешительном полуфинале Хамаду не смог показать время быстрее 9 минут, финишировав последним за 9:07,99. А в слабейшем финале F он вновь пришёл замыкающим к финишу со временем 8:53,88. На финише зрители встретили его овациями, а диктор канала Дорни поддерживал спортсмена словами «Ты можешь это». В итоговом зачете Хамаду Джибо Иссака занял 33-е место.